# Vasile Miron (militar)
Vasile Miron (n. 4 aprilie 1872 - d. ?) a fost unul dintre ofițerii Armatei României, care a exercitat comanda unor unități militare, pe timp de război, în perioada celui de-al Doilea Război Balcanic și a Primului Război Mondial și operațiilor militare postbelice. 
A îndeplinit funcții de comandant de regiment și de brigadă în campaniile din anii 1913 și 1916-1919.

## Cariera militară
După absolvirea școlii militare de ofițeri cu gradul de sublocotenent, Miron Vasile a ocupat diferite poziții în cadrul unităților de infanterie sau în eșaloanele superioare ale armatei, cea mai importantă fiind cea de comandant al Brigada 5 Infanterie.
În perioada Primului Război Mondial a îndeplinit funcțiile de comandant al  Regimentul 72 Infanterie și comandant al Regimentului 54 Infanterie(1918).
În cadrul acțiunilor militare postbelice, a comandat Brigada 50 Infanterie, în timpul operației ofensive la vest de Tisa.:p. 333

## Decorații
Conform surselor consultate, colonelul Vasile Miron nu a fost decorat pe durata desfășurării operațiunilor militare la care a participat  și nici după încheierea acestora.